# 上锡列鲁埃洛
上锡列鲁埃洛（西班牙語：Cilleruelo de Arriba）是西班牙卡斯蒂利亚-莱昂布尔戈斯省的一个市镇。总面积19平方公里，总人口80人（2001年），人口密度4人/平方公里。